# Tom Blyth
Tom Keir Blyth (Birmingham, 2 de fevereiro de 1995) é um ator britânico. Seus filmes incluem Scott and Sid (2018), Benediction (2021) e The Hunger Games: The Ballad of Songbirds & Snakes (2023). Na televisão, ele estrela como o personagem-título da série Billy the Kid (2022).

## Início de vida e educação
Blyth nasceu em Birmingham e cresceu em Woodthorpe, um subúrbio de Nottingham. Ele é filho do produtor Gavin Blyth, que morreu quando Tom tinha 15 anos. Blyth frequentou a Arnold Hill Academy e o Bilborough College. Ele também passou parte de sua infância em North Yorkshire, frequentando a escola primária em Tockwith. Sua mãe, Charlotte, conselheira profissional, inscreveu-o em aulas de teatro no The Television Workshop. Ele também ingressou no National Youth Theatre. Blyth passou a estudar na Juilliard School, em Nova York, como era seu sonho, formando-se em 2020.

## Carreira
Blyth começou sua carreira em 2010 com pequenos papéis coadjuvantes nos filmes Robin Hood e Pelican Blood. Em 2018, ele estrelou ao lado de Richard Mason no filme Scott e Sid. Ao se formar na Juilliard em 2020, Blyth foi escalado como Glen Byam Shaw no filme de drama biográfico dirigido por Terence Davies, Benediction, que estreou no ano seguinte.
Em 2022, Blyth fez uma participação especial na série da HBO, The Gilded Age e começou a interpretar o personagem-título da série MGM+, Billy the Kid. No ano seguinte, Blyth estrelou como o personagem principal Coriolanus Snow em The Hunger Games: The Ballad of Songbirds & Snakes, uma adaptação do livro prequel de The Hunger Games. Seus próximos filmes incluem a comédia Discussion Materials que adaptará as memórias de Bill Keenan, uma nova adaptação do romance A Farewell to Arms, de Ernest Hemingway e o drama An Ideal Wife, co-estrelado com Emilia Clarke.

## Filmografia
|  | Indica filmes que ainda não foram lançados |

### Filmes
| Ano  | Título                                             | Personagem       | Notas |
| ---- | -------------------------------------------------- | ---------------- | ----- |
| 2010 | Robin Hood                                         | Feral Child      |       |
| 2010 | Pelican Blood                                      | Young Nikko      |       |
| 2014 | Fibs                                               | Will             | Curta |
| 2015 | Fluffy                                             | Clown            | Curta |
| 2016 | Wash Club                                          | Doug             | Curta |
| 2018 | Scott and Sid                                      | Sid              |       |
| 2021 | Benediction                                        | Glen Byam Shaw   |       |
| 2023 | The Hunger Games: The Ballad of Songbirds & Snakes | Coriolanus Snow  |       |
| 2024 | Discussion Materials                               | Bobby            |       |
| 2026 | Watch Dogs                                         |                  |       |
| ASA  | A Farewell to Arms                                 | Frederic Henry   |       |
| ASA  | An Ideal Wife                                      | Arthur Humphreys |       |

### Televisão
| Ano  | Título         | Personagem                | Notas                                 |
| ---- | -------------- | ------------------------- | ------------------------------------- |
| 2018 | Rise           | Fred Perry                | Curta metragem                        |
| 2022 | The Gilded Age | Archie Baldwin            | Episódio: "Charity Has Two Functions" |
| 2022 | Billy the Kid  | William H. Bonney / Billy | Personagem principal                  |